# Von-Goeben-Kaserne
Die Von-Goeben-Kaserne in Stade wurde 1935 als Truppenunterkunft für die Wehrmacht zusammen mit dem Fliegerhorst erbaut. Ihren Namen erhielt sie jedoch erst 1966. Namensgeber war der preußische General der Infanterie August Karl von Goeben, der in Stade geboren worden war. Die Garnison wurde bis zum Ende des Zweiten Weltkrieges durch die Luftwaffe genutzt. Nach der Besetzung durch britische Truppen wurden Teile der Start- und Landebahnen zerstört. Die Kasernengebäude wurden mit Flüchtlingen und Vertriebenen belegt. 1956 übernahm die Bundeswehr die Anlagen und nutzte sie zunächst für das Luftwaffenausbildungsregiment 2 bis Mitte 1963. Danach folgten Teile der 3. Panzerdivision des Heeres, insbesondere Nachschub-, Artillerie- und Pioniereinheiten. Ende 1994 wurde die Kaserne aufgegeben.

## Zur Vorgeschichte der Garnison Stade
Stade wurde am Ende des Dreißigjährigen Krieges 1645 von Schweden besetzt. Der Westfälische Friede 1648 sorgte dafür, dass die Gebiete der neu gebildeten Herzogtümer Bremen und Verden unter schwedische Herrschaft kamen. Stade beherbergte daher fortan schwedische Truppen. Trotz des Friedensschlusses kam es weiter zu Konflikten und kriegerischen Auseinandersetzungen: 1654 mit der Stadt Bremen, der Schwedisch-Polnische Krieg 1655–1660 und der Dänisch-Schwedische Krieg 1657–1658 mit der erfolglosen Belagerung von Stade 1657 durch die Dänen, 1665 bis 1666 erneut mit Bremen, 1675 bis 1676 die Belagerung durch Verbände des Heiligen Römischen Reiches Deutscher Nation mit der Einnahme von Stade, schließlich der Große Nordische Krieg ab 1700, der 1712 nach Belagerung durch die Dänen und dem Fall von Stade die Zeit des schwedischen Militärs in der Garnison beendete.
Von 1712 bis 1715 stand Stade unter dänischer Herrschaft. Zunächst lagen 15, ab Ende 1713 insgesamt 12 und ab Januar 1715 nur noch 8 Kompanien in der Stadt. Durch Kauf gingen 1715 die Herzogtümer Bremen und Verden an das Kurfürstentum Braunschweig-Lüneburg über, was Schweden erst 1719 akzeptierte. Stade wurde nun Garnison hannoverscher Truppen, darunter Infanterie- und Kavallerieregimenter, aber auch Einheiten der Artillerie und der Ingenieure (Pioniere). Waren bisher die Truppen in Privatquartieren untergebracht, entspannte sich die Situation durch den Bau der Kasernen am Sande 1736. Nach dem Siebenjährigen Krieg blieben in Stade Infanterie und Kavallerie.
Mit der Französischen Revolution 1792 und dem Vorrücken Frankreichs fiel die Garnison Stade 1803 an die napoleonischen Truppen. Im November 1805 übernahm die King’s German Legion in britischen Diensten die Stadt. Im März 1806 zogen preußische Soldaten in Stade ein, die bis November 1806 hier verblieben. Es folgten französische und holländische Truppen, bevor im Sommer 1807 das spanische Dragoner-Regiment Algarbe in Stade Quartier nahm. Ab Januar 1808 kamen französische Dragoner, ab Dezember 1809 lag westfälische Infanterie in der Stadt. 1810 kamen weitere Einheiten Frankreichs nach Stade.
Nach der Niederlage Frankreichs und dem Wiener Kongress war Stade zwischen 1815 und 1866 eine Garnison des Königreichs Hannover. In der Stadt wechselten die stationierten Verbände, zu denen Regimenter der Husaren, Ulanen, Königsdragoner und Königindragoner ebenso gehörten wie Artillerie und Infanterie. Im Juni 1866 nahmen preußische Truppen die Stadt ein.
Das Königreich Preußen verlegte am 1. Oktober 1867 die II. Fußabteilung des Schleswigschen Feldartillerieregiments Nr. 9 von Mölln nach Stade. Am 1. April 1891 kam diese Abteilung nach Itzehoe. Am 3. November 1866 war bereits in Stettin das Infanterieregiment Nr. 75 aufgestellt worden, dessen III. Bataillon nach Stade verlegt wurde und hier bis zum Ausbruch des Ersten Weltkriegs verblieb. Zum 1. Januar 1919 wurde es aufgelöst. 1914 befanden sich noch nacheinander das III./Reserveinfanterieregiment Nr. 75, das III./Landwehrinfanterieregiment Nr. 76 und das II. Landsturmbataillon in der Garnison Stade.

## Bau- und Stationierungsgeschichte

### NS-Staat und Zweiter Weltkrieg

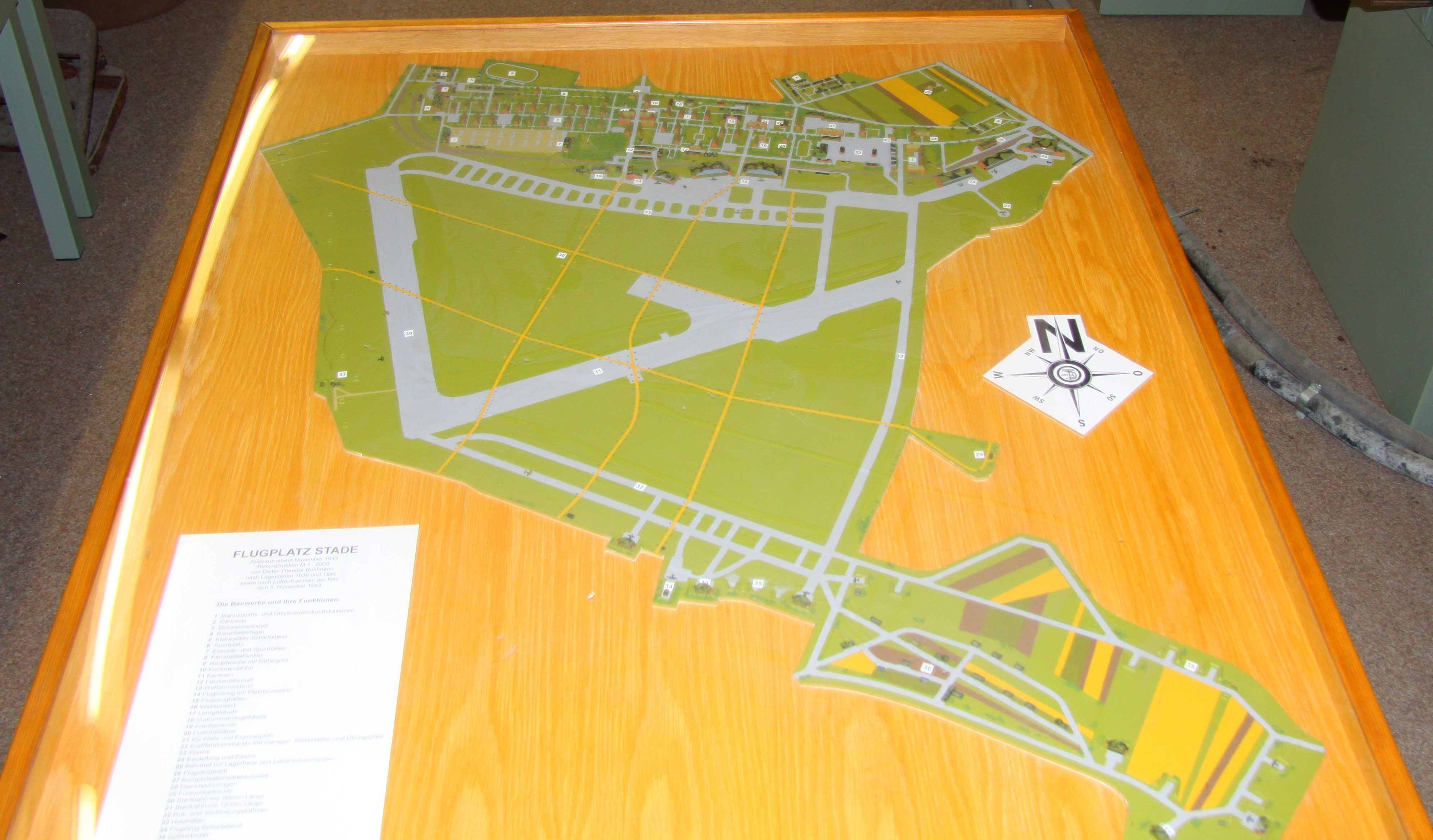
Modell des Flugplatzes Stade von Dieter-Theodor Bohlmann im Technik- und Verkehrsmuseum Stade, Ausbauzustand im November 1943

Im Dezember 1933 setzte sich unter der Herrschaft der Nationalsozialisten die Stadt für die erneute Stationierung von Truppen in Stade ein, nachdem seit 1919 das Militär die Garnison verlassen hatte. Am 18. Februar 1935 kam es zum Vertragsschluss zwischen dem Unternehmen Deutsche Luftfahrt- und Handels AG Berlin als Tarnorganisation des NS-Staates und der Stadt Stade zur Übereignung von Grundstücken für die Errichtung eines Flugplatzes. Bereits im März 1935 begannen die Arbeiten, zunächst als Bau einer Hühnerfarm deklariert. Am 1. Oktober 1935 zog mit der Fliegerersatzabteilung 14 der erste Verband in die Kasernenanlage ein. Ende 1936 folgte ein Luftnachrichtenzug. Die Fliegerersatzabteilung 14 wurde am 1. April 1937 in Fliegerersatzabteilung 47, diese wiederum zum 1. November 1939 in Fliegerersatzabteilung 42 umbenannt. Am 1. Oktober 1937 verlegte die Flugzeugführerschule C-6 aus Ludwigslust nach Stade. Als Maschinen kamen die Modelle Junkers 52 und 86, Dornier 17 sowie Focke-Wulf 56 und 58 zum Einsatz. Der Flugplatz Stade sollte nunmehr auf Anordnung des Reichsluftfahrtministeriums zu einem Leithorst ausgebaut werden sowie drei betonierte Start- und Landebahnen entstehen. Errichtet wurden neben den Bahnen die Bereiche für Luftnachrichteneinheiten und Kraftfahrausbildung sowie eine Flugzeugwerft. Die Fliegerersatzabteilung 42 wurde am 1. April 1939 in das Fliegerausbildungsregiment 42 umgegliedert. 1939 ist der Flughafenbereich Stade eingerichtet. Mit dem Beginn des Zweiten Weltkriegs wurde die Flugzeugführerschule nach Burg (bei Magdeburg) verlegt. An ihre Stelle trat die Flieger-Technische Schule 2, die bis 1943 Monteure und Techniker ausbildete. Im September 1939 erfolgte am Standort die Aufstellung der Flak-Scheinwerfer-Brigade II. 1940 befand sich die Flak-Untergruppe Stade der Flak-Gruppe Vorfeld-West des Hamburger Flak-Regiment 60 in der Garnison. Die Flak-Scheinwerfer-Brigade II wuchs am 1. August 1941 zur Flak-Scheinwerfer-Division 2 auf, die zum 1. August 1942 in Nachtjagddivision 2 umgegliedert wurde. Am 1. Oktober 1942 erhielt der Verband den Namen 2. Jagddivision. Die III. Gruppe des Nachtjagdgeschwader 3 lag ab 1. November 1941 in Stade, der Geschwaderstab folgte ab 1943. Der Jagdfliegerführer Deutsche Bucht war 1943 in der Garnison beheimatet. In Stade waren seit 1943 die I. und IV. Abteilung des Luftnachrichtenregiment 202 stationiert, die zum 2. September 1944 aufgelöst wurden. Die Luftbeobachtungsstelle 2 und die Fliegerhorstkommandantur 14/XI bestehen 1944 ebenfalls. Am 2. September 1944 wurde aus verschiedenen Einheiten das Luftnachrichtenregiment 212 gebildet, das mit Stab, I. und II. Abteilung bis zum Kriegsende in Stade stationiert blieb. Am 18. April 1945 zog sich die Luftwaffe vom Fliegerhorst zurück. Britische Truppen des XXX. Armeekorps befreiten am 1. Mai 1945 Stade und besetzten den Fliegerhorst mit seiner Kaserne.

### Nutzungen ab 1945 und Stationierung der Bundeswehr

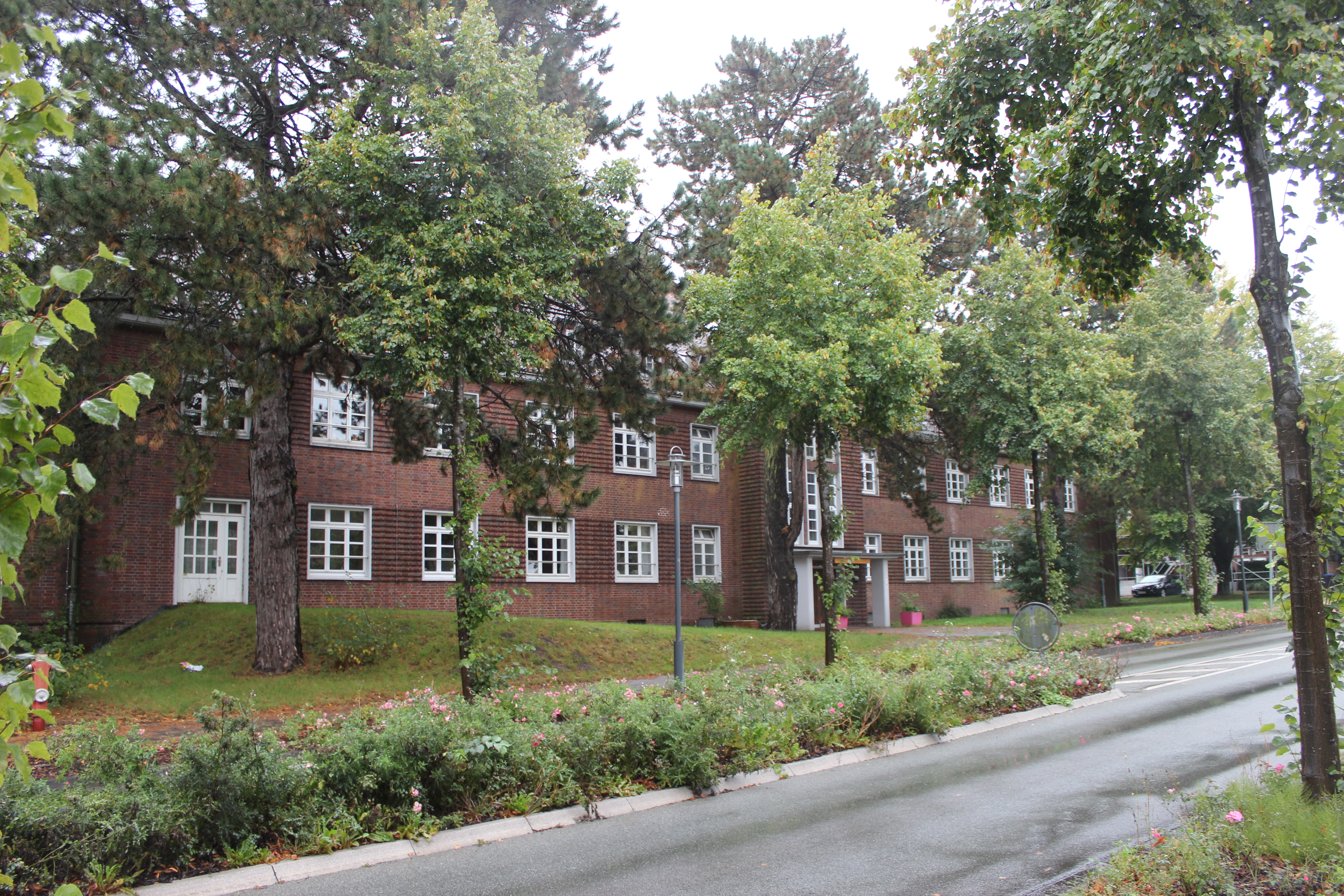
Ehemaliger Sitz der Kommandantur des Fliegerhorstes Stade, später Von-Goeben-Kaserne

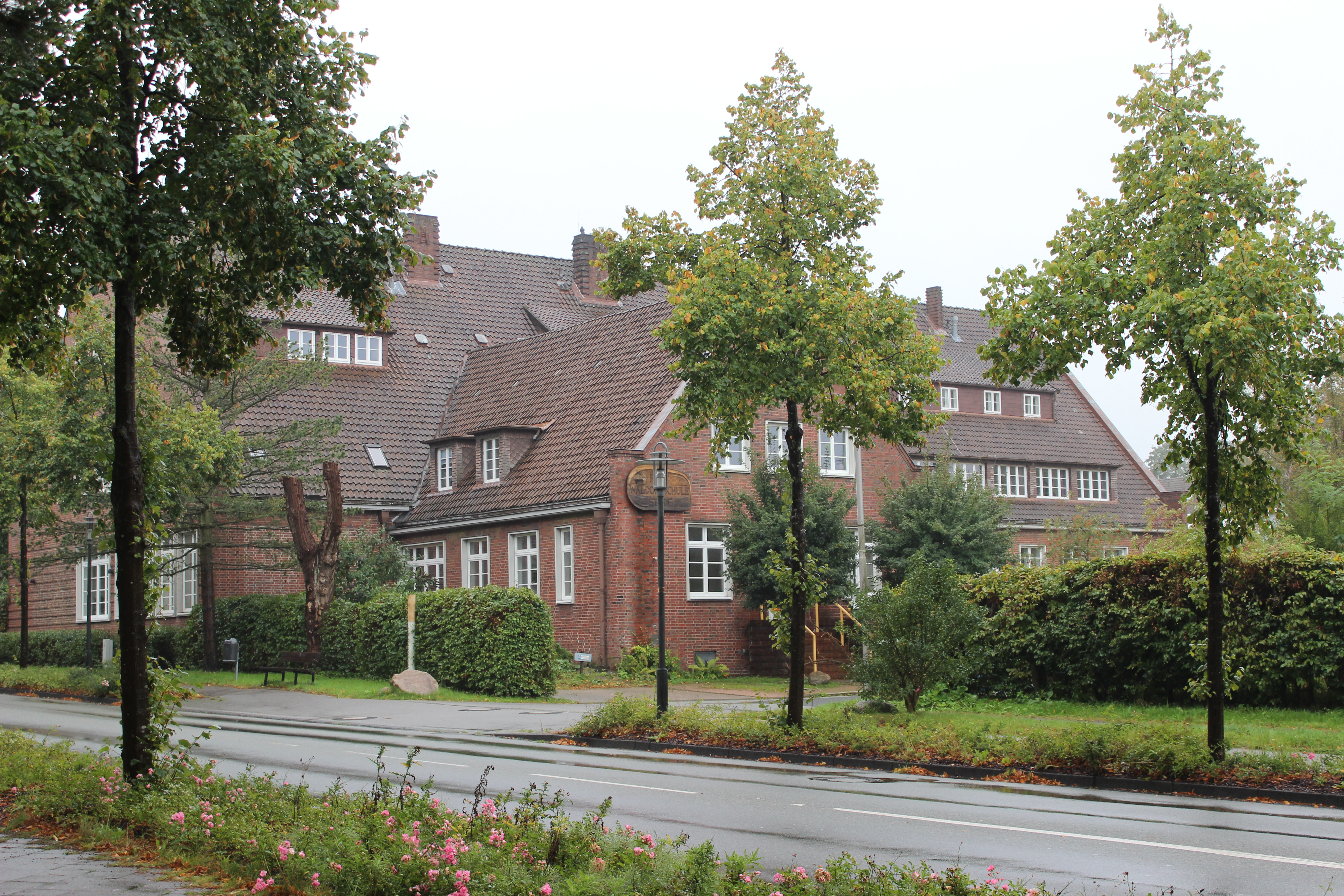
Ehemalige Kantine des Fliegerhorst Stade, später Von-Goeben-Kaserne, heute Bildungseinrichtung

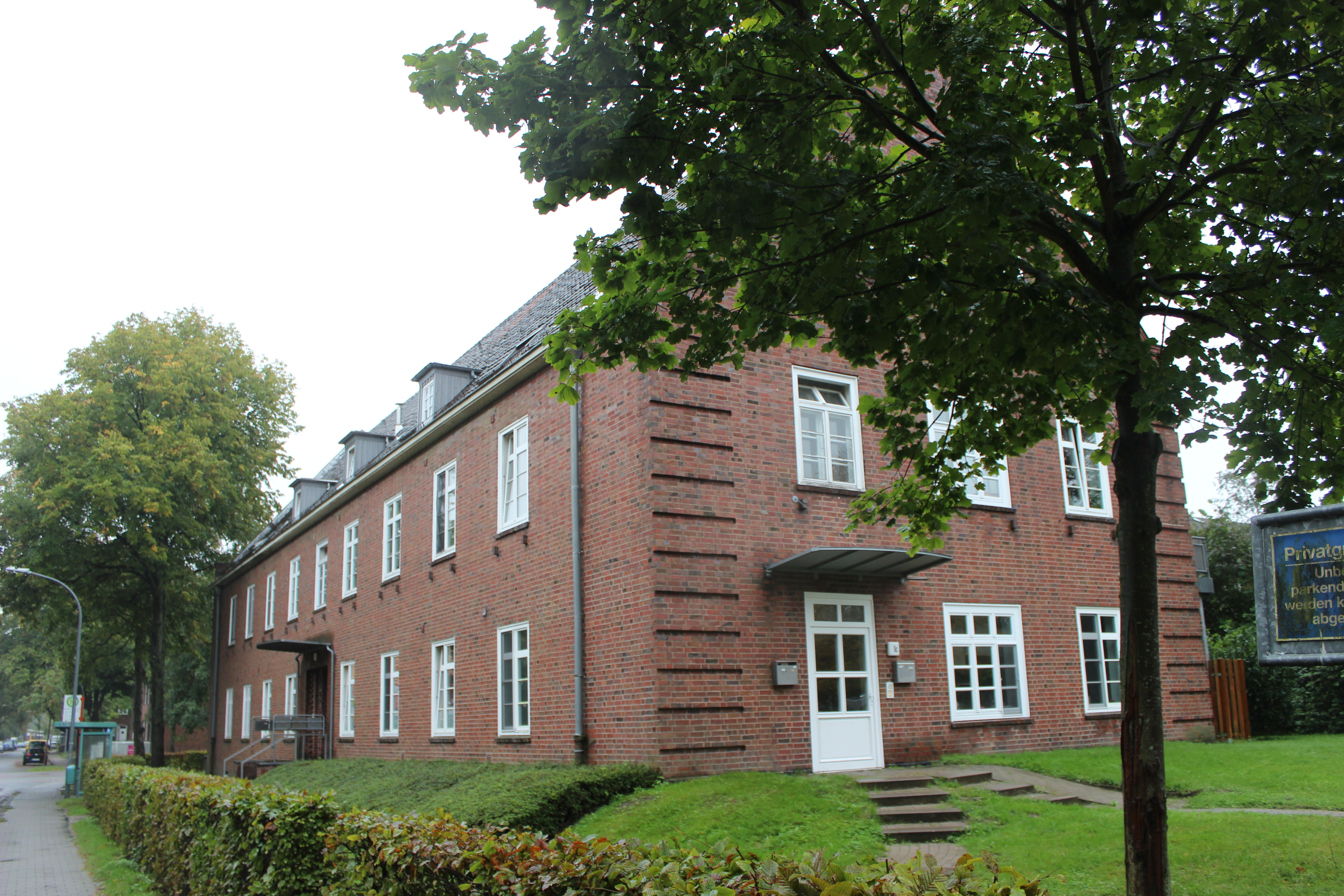
Ehemaliges Unterkunftsgebäude im Fliegerhorst Stade, später Von-Goeben-Kaserne, heute Wohngebäude

Die britische Besatzungsmacht nutzte den Fliegerhorst zunächst als Sammelplatz. Geräte und flugtechnische Anlagen wurden demontiert oder zerstört und entsorgt. Ende der 1940er Jahre wurden die Start- und Landebahnen gesprengt. Zum 1. Januar 1951 wurde das Areal der Bundesrepublik übergeben. In den erhalten gebliebenen Kasernengebäuden kamen Flüchtlinge unter. Am 1. August 1956 wurde Stade wieder Garnison und die Kasernenanlage der Bundeswehr zur Nutzung übergeben. Zunächst zog das Luftwaffenausbildungsregiment 2 in die Kaserne ein. Eine Fliegerhorstgruppe übernahm den Flugplatz. Doch im Juni 1963 endete mit der Verlegung des Ausbildungsregiments nach Budel in die Niederlande die Zeit der Luftwaffe am Standort. An ihre Stelle traten ab Juli 1963 Heeresverbände der 3. Panzerdivision.
Die ehemalige Luftwerft des Fliegerhorstes verkaufte die Bundesrepublik im Mai 1959. Das Grundstück diente der Ansiedlung der Flugzeugindustrie, heute Standort eines Airbus-Werks.
Folgende Stäbe, Verbände, Einheiten und Dienststellen der Bundeswehr waren in der Von Goeben-Kaserne stationiert:
| Einheit                                                                                           | Stationierung ab | Herkunft | Stationierung bis  | Verbleib |
| ------------------------------------------------------------------------------------------------- | ---------------- | --- | ------------------ | --- |
| Luftwaffenausbildungsregiment 2 mit Stab, II./, III./, 7./ bis 16./ und Luftwaffensanitätsstaffel | 1. August 1956   | neu aufgestellt | Juni 1963          | Verlegung nach Legerplaats Budel in Budel (Niederlande)                                                                 |
| Standortoffizier Stade                                                                            | 1. August 1956   | neu aufgestellt |                    | aufgelöst |
| Fliegerhorstgruppe Stade                                                                          | 15. August 1956  | neu aufgestellt | 15. Februar 1958   | aufgelöst |
| ABC-Abwehrkompanie 3                                                                              | 1. Januar 1960   | verlegt nach Aufstellung am 16. Juli 1959 in Hamburg-Harburg, Scharnhorst-Kaserne                                                                                        | 31. Oktober 1966   | umgegliedert in ABC-Abwehrkompanie 31 (Geräteeinheit)                                                                   |
| Panzerpionierkompanie 70                                                                          | 4. Januar 1962   | verlegt nach Aufstellung am 1. März 1959 in Hamburg-Harburg, Scharnhorst-Kaserne                                                                                         | 30. September 1993 | aufgelöst |
| Nachschubkompanie 3                                                                               | 20. Juni 1963    | verlegt nach Aufstellung am 1. April 1959 in Theodor-Körner-Kaserne in Lüneburg                                                                                          | 30. September 1972 | in Versorgungsbataillon 3 aufgegangen                                                                                   |
| Versorgungsbataillon 76                                                                           | 1. Juli 1963     | verlegt nach Aufstellung am 1. April 1959 aus Teilen Quartiermeisterbataillon 3 in späterer Röttiger-Kaserne (Hamburg-Neugraben-Fischbek)                                | 30. September 1972 | in Instandsetzungskompanie 70, Nachschubkompanie 70, Sanitätskompanie 70, Versorgungsbataillon 3 aufgegangen            |
| Ausbildungskompanie 12/3                                                                          | Juli 1963        | verlegt nach Aufstellung in der Kaserne Seedorf am 1. Januar 1962 | 1. Oktober 1968    | aufgelöst |
| Ausbildungskompanie 13/3                                                                          |                  | verlegt nach Aufstellung 1961 | 1972               | aufgelöst |
| Verteidigungskreiskommando 253 (Geräteeinheit)                                                    | 1. August 1963   | neu aufgestellt | 30. April 1996     | aufgelöst |
| Ausbildungskompanie 2/3                                                                           | 6. Juni 1964     | verlegt nach Aufstellung am 1. April 1961 in Delmenhorst, Lilienthal-Kaserne sowie Zwischenunterbringung ab 1. Oktober in Achim, Steuben-Kaserne                         | 1967               | aufgelöst |
| Verteidigungsbezirkskommando 26                                                                   | 1964             | neu aufgestellt | 1974               | aufgelöst |
| Beobachtungsbataillon 170 (mit Stab und Beobachtungsbatterie 171)                                 | 12./13. Mai 1965 | aufgestellt am 1. April 1959 in Lippstadt, Kaserne Lipperbruch; verlegt am 19. November 1962 nach Wuppertal, Sagan-Kaserne                                               | 1. Mai 1966        | umgegliedert zum Artillerieführungs- und Aufklärungsbataillon 3 mit Schallmessbatterie 3 und Radarbatterie 3            |
| Artillerieführungs- und Aufklärungsbataillon 3 (mit Schallmessbatterie 3 und Radarbatterie 3)     | 1. Mai 1966      | aufgestellt aus Beobachtungsbataillon 170 |                    | aufgelöst |
| ABC-Abwehrzug 70                                                                                  | 1965             | neu aufgestellt | 16. Oktober 1966   | in ABC-Abwehrkompanie 70 umgegliedert                                                                                   |
| ABC-Abwehrkompanie 70                                                                             | 16. Oktober 1966 | aufgestellt aus ABC-Abwehrzug 70 | 1. März 1971       | verlegt nach Albersdorf, Dithmarsen-Kaserne; dort am 1. April 1971 zur Bildung des ABC-Abwehrbataillon 610 herangezogen |
| ABC-Abwehrkompanie 31 (Geräteeinheit)                                                             | 1. November 1966 | aus ABC-Abwehrkompanie 3 aufgestellt | 30. September 1980 | aufgelöst |
| Pionierbataillon 3                                                                                | Februar 1968     | verlegt nach Aufstellung am 1. Februar 1958 in Hamburg-Harburg, Scharnhorst-Kaserne                                                                                      | 30. September 1993 | aufgelöst |
| Zahnstation H07/1                                                                                 | 1. Oktober 1968  | neu aufgestellt | 30. September 1972 | umgegliedert zu Zahnstation (Terr)H 214                                                                                 |
| Artilleriebataillon 3                                                                             | 25. Februar 1972 | verlegt nach Aufstellung am 15. November 1959 in Buxtehude, Estetal-Kaserne                                                                                              | 30. September 1993 | aufgelöst |
| Ausbildungskompanie 11/3                                                                          | 27. März 1972    | verlegt nach Aufstellung am 25. September 1961 in Achim, Steuben-Kaserne, und Zwischenstationierung in Hamburg-Neugraben-Fischbek, Röttiger-Kaserne ab 20. Dezember 1961 | 1980               | aufgelöst |
| Instandsetzungskompanie 70                                                                        | 1. Oktober 1972  | aus 3./Versorgungsbataillon 76 | 31. März 1994      | aufgelöst |
| Nachschubkompanie 70                                                                              | 1. Oktober 1972  | aus 4./Versorgungsbataillon 76 | 31. März 1994      | aufgelöst |
| Versorgungsbataillon 3                                                                            | 1. Oktober 1972  | aus 1./Versorgungsbataillon 76, Nachschubkompanie 3 u. a. | 20. Oktober 1975   | in Nachschubbataillon 3 umbenannt                                                                                       |
| Zahnstation (Terr)H 214                                                                           | 1. Oktober 1972  | aufgestellt aus Zahnstation H07/1 | 31. März 1981      | umgegliedert zu Zahnarztgruppe 221/1                                                                                    |
| Nachschubbataillon 3 (teilaktiv)                                                                  | 21. Oktober 1975 | aus Versorgungsbataillon 3 | 31. März 1994      | aufgelöst |
| Feldwebel für Reservisten 253                                                                     | 1. April 1978    | neu aufgestellt | 30. September 1994 | aufgelöst |
| Nachschubausbildungskompanie 7/3                                                                  | 1980             | neu aufgestellt | 30. September 1988 | in 5./Nachschubbataillon 3 umbenannt                                                                                    |
| Panzerpionierausbildungszug 8/3                                                                   | 1980             | neu aufgestellt | 1986               | aufgelöst |
| Beobachtungsbataillon 33                                                                          | 1. Juli 1980     | aufgestellt aus Beobachtungsbatterie 3 | 30. September 1993 | aufgelöst |
| 4./Instandsetzungsbataillon 3                                                                     | Oktober 1980     | nach Aufstellung am 1. Oktober 1975 verlegt aus Lüneburg, Theodor-Körner-Kaserne                                                                                         | 1994               | Verlegung nach Munster, Schulz-/Lutz-Kaserne                                                                            |
| Zahnarztgruppe 221/1                                                                              | 1. April 1981    | aufgestellt aus Zahnstation (Terr)H 214 |                    | aufgelöst |
| Infrastruktur- und Bauinstandsetzungsgruppe 7253 (Geräteeinheit)                                  | 1. Januar 1982   | neu aufgestellt als Einheit des VKK 253 | 30. Juni 1996      | aufgelöst |
| Standortfeldwebel Stade                                                                           | 1. April 1982    | neu aufgestellt | 30. September 1994 | aufgelöst |
| Fahrschulgruppe Stade 1 bis 3                                                                     | 1. Januar 1986   | neu aufgestellt | 31. März 1994      | aufgelöst |
| Kasernenfeldwebel Stade                                                                           | 1980er Jahre     | neu aufgestellt |                    | aufgelöst |
| Pionierdienstgruppe 7253 (Geräteeinheit)                                                          |                  | neu aufgestellt als Einheit des VKK 253 |                    | aufgelöst |
| Sicherungszug 7253 (Geräteeinheit)                                                                |                  | neu aufgestellt als Einheit des VKK 253 |                    | aufgelöst |
| Sicherungszug NATO-Tanklager Breddorf (Geräteeinheit)                                             |                  | neu aufgestellt |                    | aufgelöst |
| Materialausstattung Sanitätsbereich 25/18                                                         |                  | neu aufgestellt |                    | aufgelöst |
| Wehrleit- und Ersatzbataillon 812 (Geräteeinheit)                                                 | 1980er           | neu aufgestellt |                    | aufgelöst |

Nach dem Ende des Kalten Krieges und dem Fall der Berliner Mauer verpflichteten sich die beiden deutschen Staaten im Rahmen des Zwei-plus-Vier-Vertrages für die Herstellung der Deutschen Einheit zur Einhaltung einer Obergrenze bei der Zahl der Soldaten. Dies erforderte eine signifikante Reduzierung der Truppen. In diesem Kontext wurde auch im Dezember 1994 die Von-Goeben-Kaserne in Stade mit der Auflösung der 3. Panzerdivision aufgegeben.

## Konversion

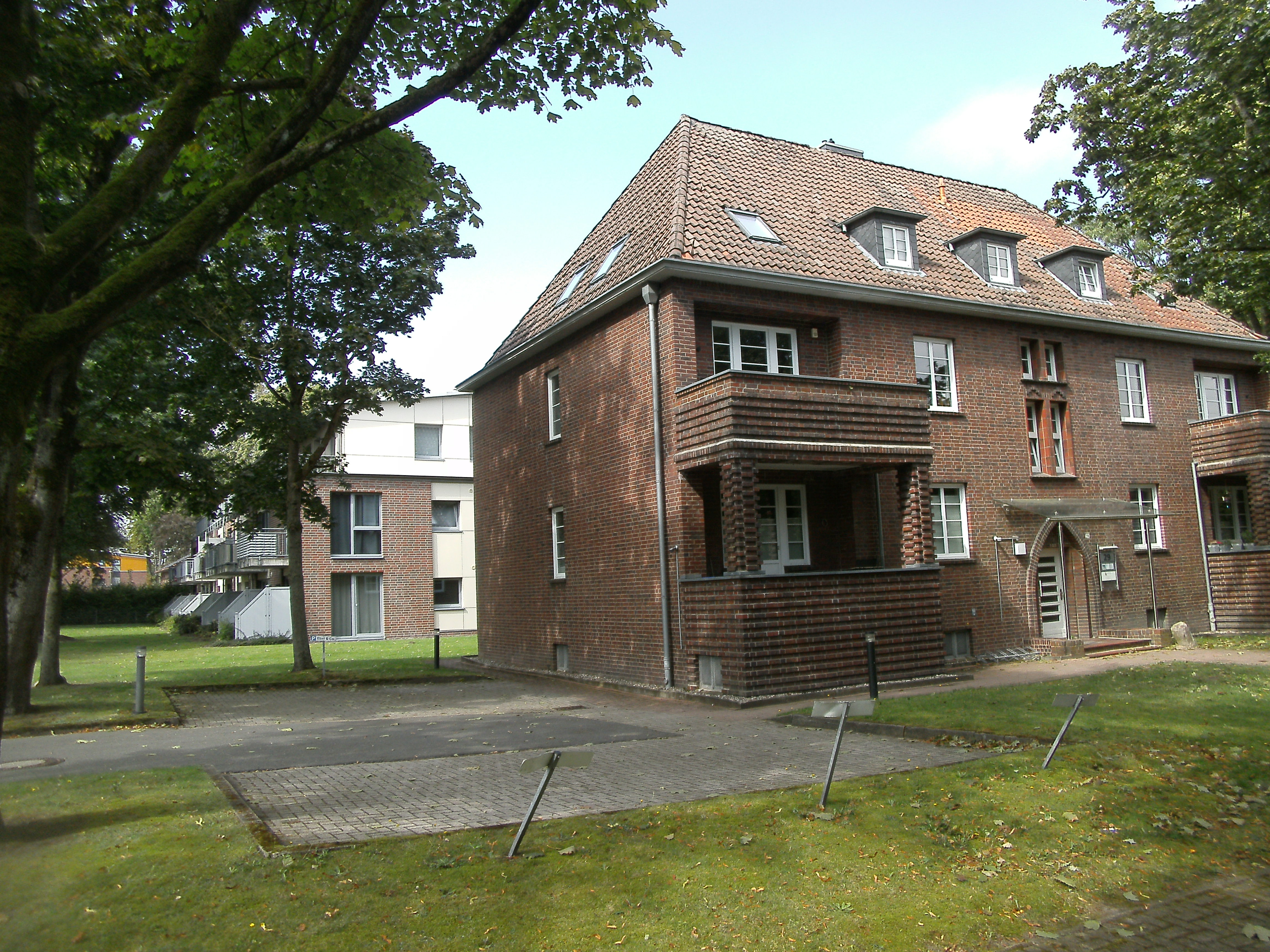
Claus-von-Stauffenberg-Weg 29: Alt- und Neubauten für Wohnzwecke

Mit der Aufgabe der militärischen Nutzung der Kaserne durch die Bundeswehr stellte sich für die Hansestadt Stade und das Bundesvermögensamt die Frage der Nachnutzung. Das Gesamtareal umfasste etwa 320 Hektar, davon entfielen auf den Standortübungsplatz 220 Hektar, 10 Hektar Anlagen für sportliche Nutzungen und 90 Hektar bebaute Flächen, 8,3 Hektar mit Gebäuden und 23,1 Hektar Erschließungsflächen. Zunächst wurde ein städtebauliches Konzept in Auftrag gegeben, das im Juni 1995 vorlag. Im Ergebnis wurden im Nordwestteil Wohnen, im südlichen Kasernengelände gewerbliche Nutzungen und im östlichen Bereich die Errichtung einer Fachhochschule vorgeschlagen. Die Schätzung der Konversionskosten belief sich auf 24 Millionen DM. Im August 1996 einigten sich die Bundesanstalt für Immobilienaufgaben und die Stadt Stade auf ein Kooperationsmodell (sog. Stader Modell). Danach verzichtete der Bund auf den Gesamtverkauf, etwa an einen einzigen Investor oder eine Entwicklungsgesellschaft. Stattdessen übernahm er das Vermarktungsrisiko selbst und veräußerte voll erschlossen direkt an Käufer parzellierter Grundstücke. Die Stadt Stade übernahm die Erschließung und erhielt zum einen die Ablöse hierfür vom Bund, zum anderen die für öffentliche Zwecke benötigten Grundstücke kostenfrei.
Es entstanden für das Kasernengebiet drei neue Bebauungspläne: der Bebauungsplan O I Ottenbeck für das nordwestliche Kasernengebiet, der am 18. November 1999 Rechtskraft erlangte und im Wesentlichen Allgemeine Wohngebiete festsetzte. Die vorhandenen ehemaligen Unterkunftsgebäude wurden in ihrer Form und Anordnung als Gruppe baulicher Anlagen im Sinne des § 3 Abs. 3 des Niedersächsischen Denkmalschutzgesetzes (NDSchG) erhalten, durften aber vor allem zu Wohnzwecken umgenutzt werden. Ergänzend sollten Ein- und Zweifamilienhäuser errichtet werden. Hinzu kamen die Turnhalle als Sondergebiet Sport und Kultur sowie ein Bereich für die Unterbringung einer Schule, eines Kindergartens und einer Aula.

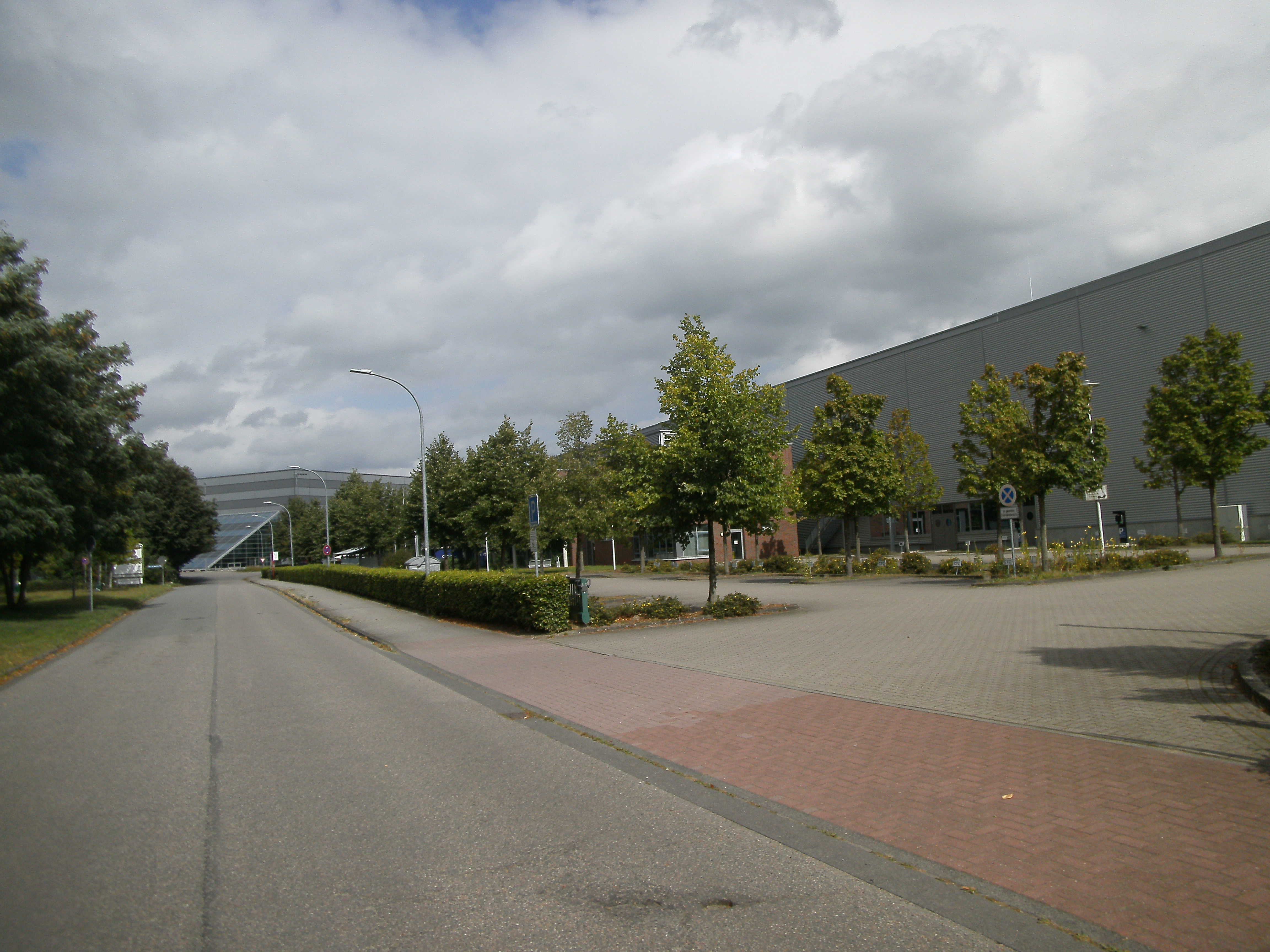
Gewerbegebiet Airbus-Straße, ehemals Von-Goeben-Kaserne

Mit dem Bebauungsplan O II Ottenbeck für den ehemaligen südöstlichen Kasernenteil wurde ein weiteres allgemeines Wohngebiet für Neubauten von Einzel- und Doppelhäusern festgelegt. Ein eingeschränktes Gewerbegebiet grenzt im Planbereich östlich an, das u. a. ehemalige Lager- und Werkstattgebäude der Kaserne umfasst. Der Bebauungsplan trat am 26. November 2000 in Kraft.
Schließlich erlangte am 16. Mai 2002 der Bebauungsplan O IV Ottenbeck für das ehemalige südöstliche Kasernengebiet Rechtskraft. Er ermöglichte in seinem Geltungsbereich die Schaffung von Industrie- und Gewerbestandorten.
Bisher nicht überplant wurde der nordöstliche Teil der ehemaligen Kaserne. Hier entstanden vor allem Schulen, Kindertageseinrichtungen sowie berufliche Aus- und Fortbildungsstätten. Auch Praxisräume entstanden in diesem Gebiet. Bis 2000 hatten 160 der 340 angebotenen Grundstücke für Einfamilien- und Doppelhäuser bereits einen Käufer. 12 von den 32 ehemaligen Wohnblöcken der Kaserne waren ebenfalls veräußert. 300 Einwohner zählte der neue Stadtteil Ottenbeck bereits.
Nach Abschluss der Bauarbeiten und des Konversionsprojekts 2009 wohnen etwa 2.000 Menschen in Ottenbeck. Es entstanden rund 800 Arbeitsplätze.